# تولار اسلوونی
تولار اسلوونی (به انگلیسی: Slovenian tolar) (به زبان بومی: slovenski tolar) با کد ایزوی SIT، یکای پول رایج در کشور اسلونی است. مسولیت کنترل این یکای پول برعهدهٔ بانک اسلونی قرار دارد.